# تون هاگن
تون هاگن (انگلیسی: Tone Haugen؛ زادهٔ ۶ فوریهٔ ۱۹۶۴) بازیکن فوتبال اهل نروژ بود.
وی همچنین در تیم ملی فوتبال زنان نروژ بازی کرده‌است.
وی در مسابقات کشوری و بین‌المللی در مجموع برندهٔ ۲ مدال طلا، ۲ مدال نقره، ۱ مدال برنز شده‌است.